# Opération Branford
L'Opération Branford est un raid de commando britannique survenu lors de la Seconde Guerre mondiale visant l'île de Burhou dans les îles Anglo-Normandes. Ce groupe d'attaque est composé de onze hommes du commando n°62 commandé par le Capitaine Ogden-Smith. Cette opération survient quelques jours après le succès de l'Operation Dryad (en) dans la nuit du 7 au 8 octobre 1942. L'objectif de ce raid est d'établir si cette île est une position de batterie d'artillerie utilisable pour accompagner une attaque sur Aurigny

## Sources
The Small Scale Raiding Force, Brian Lett, 2013, consultable sur 
- (en) Cet article est partiellement ou en totalité issu de l’article de Wikipédia en anglais intitulé « Operation Brandford » (voir la liste des auteurs).